# Karmelitsolfågel
Karmelitsolfågel (Chalcomitra fuliginosa) är en fågel i familjen solfåglar inom ordningen tättingar.

## Utseende och läte
Karmelitsolfågeln är en stor och mörk solfågel med relativt rak näbb. Hanen är övervägande chokkladbrun med glänsande lilarosa på strupe och panna. Honan är mycket ljusare olivbrun med tydligt mörkare strupe. Bland lätena hörs fylliga "pip" och sträva drillar, medan sången består av varierande kombinationer av dessa två läten.

## Utbredning och systematik
Karmelitsolfågel delas upp i två underarter med följande utbredning:
- Chalcomitra fuliginosa aurea – Sierra Leone till Liberia, Nigeria, Kamerun och kustnära Gabon
- Chalcomitra fuliginosa fuliginosa – nedre Kongofloden (södra Demokratiska republiken Kongo) till västra Angola

## Levnadssätt
Karmelitsolfågeln hittas vanligen utmed kusten, även om inlandspopulationer förekommer lokalt, framför allt i Angola. Den påträffas i olika typer av påverkade miljöer som buskmarker och skogsbryn, men även i sumpmarker och kustnära skogsdungar.

## Status
Arten har ett stort utbredningsområde och beståndet anses stabilt. Internationella naturvårdsunionen IUCN listar den därför som livskraftig (LC).